# سیارک ۷۸۱۷
سیارک ۷۸۱۷ (به انگلیسی: 7817 Zibiturtle، نامگذاری:1988RH10) هفت هزار و هشتصد و هفدهمین سیارک کشف شده‌است که در ۱۴ سپتامبر ۱۹۸۸ کشف شد.
قدر مطلق سیارک برابر ۳۵.۴ است.